# 長蝠硬蜱
長蝠硬蜱（学名：Ixodes vespertilionis）为硬蜱科硬蜱屬下的一个种。